# ジョー・ホームズ
ジョー・ホームズ（1963年6月11日 - ）は、1995年から2001年までオジー・オズボーンで活躍したことで最もよく知られているアメリカのヘヴィメタルギタリスト。彼はまた、ヴァン・ヘイレンのフロントマンであるデイヴィッド・リー・ロスやLAのバンドであるリジー・ボーデンでプレイした。自身のバンドであるTerriff、そして現在はファーミコスを率いている。

## バイオグラフィー
ニュージャージー州で生まれ、ロサンゼルスで育ったホームズは、1979年にギタリストのランディ・ローズからギターレッスンを受けた。1983年にTerriffを結成したが、1987年にリジー・ボーデンに加入し、アルバム『ヴィジュアル・ライズ』を制作した。1988年にリジー・ボーデンを脱退、Terriffを再結成し、1990年まで在籍した。

## デイヴィッド・リー・ロス
その後、ホームズはアルバム『A Little Ain't Enough』のレコーディング中にALSと診断されたジェイソン・ベッカーの代役として、1991年にデイヴィッド・リー・ロス・バンドのツアーに参加する。 LAに戻った後、ホームズは再びTerriffを再結成し、元バッドランズのボーカリストであるレイ・ギランを含むさまざまなボーカリストとリハーサルを試した。最終的に、ジェフ・ビーブイックを新しいフロントマンとしてバンドに迎え、バンド名をTerriffからDogma、最終的にはAlien Inkに変更し、プロデューサーのリッチ・マウザーと1枚のアルバムをレコーディングした。

## オジー・オズボーン
1995年、オジー・オズボーンはアルバム『オズモシス』のレコーディングを終えた後、ツアーのためにザック・ワイルドの後任を必要としていた。ジョーは自分のバンドで活動していたときに、ディーン・カストロノボ（オジーのドラマー）から、オジーがギタリストを探していることを電話で教えられた。ロサンゼルスのAudible Studiosに行き、3曲のオジークラシックを演奏した。このときホームズは、チャンスを失うことになると考えランディ・ローズ（元オジーのギタリスト）からレッスンを受けたことは言わなかったが、オーディションに受かり、メンバーとなった。
オジーの伝記「Diary of a Madman: Ozzy Osbourne - The Stories Behind the Songs」には、常に有望で新しい才能を探しているオジーは、「すごい演奏をするギタリストを見つけた」と記述されている。彼はランディ・ローズの弟子だった。ランディ・ローズはツアー中、自らクラシックギターのレッスンを受けたり、ワークショップを開いて若いプレイヤーにレッスンをしたりしていた。 オジーは「本当に奇妙だった。ジョーがランディ・ローズの曲を演奏するとき、ジョーはランディのように演奏するんだ。ランディの指が見えるようだった」と語った。
ホームズはオズモシスツアーでプレイした。彼は1995年8月19日にテキサス州オースティンのオースティンミュージックホールでツアーを開始した。彼はオジーのギタリストを続け、オズフェスト96から2000まで参加した。ホームズは、アルバム「ダウン・トゥ・アース」の制作中にバンドを去った。ホームズはアルバムで演奏していないが、ホームズが共作した「Can You Hear Them？」、「ジャンキー」、「ザット・アイ・ネバー・ハッド」 がアルバムに収録された。彼がオジー・オズボーンでプレイしている作品でリリースされているものは「ウォーク・オン・ウォーター」で、映画「ビーバス・アンド・バット・ヘッド・ドゥ・アメリカ」のサウンドトラックとして初めて発表され、その後の1997年に発売されたオジーのコンピレーションアルバム「The Ozzman Cometh」のボーナスディスクに収録された。また、1997年のOzzfest Live CDにライブ曲「Perry Mason」が収録された。「Perry Mason」のミュージックビデオにも出演している。

## ファーミコス
2012年12月下旬、元Laidlawのボーカリスト、ロバート・ロックをフィーチャーしたホームズの新しいバンド、ファーミコスのニュースが報じられた。バンドの名前は特別な意味はなく、元々は「Pharmikos」というタイトルだった彼らの曲「Scapegoat」に由来している。その後、「Pharmikos」は美的感覚から「Farmikos」に変更された。それがバンドの名前になった。 2013年1月初旬にバンドのウェブサイトにて、最初のファーミコスの曲である「Scapegoat」のストリーミングを開始。メンバーは、オジー・オズボーン在籍時のバンドメイトであるメタリカのベーシスト・ロバート・トゥルヒーヨ、バッド・レリジョンのドラマー・ブルックス・ワッカーマン。同じくトゥルヒーヨとワッカーマンをフィーチャーした別の曲「The Sound Of My Gun」は、2013年3月初旬に発表された。Farmikosは、長年のホームズスタジオのアフィリエイトであるエンジニア/プロデューサーのRich Mouserと新しい音楽を録音し続けている。 2013年7月下旬、Farmikosは公式のFARMIKOSYouTubeチャンネルで「Exit Stencils」という曲のビデオティーザーをリリースした。ビデオは、スタジオでソロトラックを録音しているホームズの映像を特集している。2013年12月、FARMIKOSの公式YouTubeチャンネルで、「Spoon and Sun」と「Scapegoat」の2つのビデオティーザーがリリースされた。 2014年2月にEPが発表された。カリフォルニア州パサデナのマウスハウスでエンジニア/ミキサーのリッチ・マウザー（SPOCK'S BEARD、TRANSATLANTIC、VAST）と共にレコーディングされたこのEPには、ホームズの元オジー・オズボーンのバンドメイト、ベーシストのロバート・トゥルヒーヨ、ドラマーのブルックス・ワッカーマンからのゲストの寄稿も含まれている。しかし、2014年3月18日、FarmikosはEPの代わりに、「Scapegoat」、「Kings Of Dust」、「Exit Stencils」、「The Sound Of My Gun」の4つのデジタルシングルをリリースした。その後、バンドはニューシングルをリリースし続けた。5月に「Spoon and Sun」、7月に「Am I One」 、「Fragile」、「Ascension」、「I Was Them」が続けてリリースされた。 2015年1月15日にアルバムが発売される直前の2015年1月上旬に「Facing East」をリリース。このアルバムは、これまでにシングルとしてリリースされたすべての曲をまとめたものである。
2015年1月12日のエディ・トランクのラジオ番組で、ジョー・ホームズは2月に「Scapegoat」と「Am I One」の曲のいくつかのビデオを撮影し、2015年にいくつかのライブショーを行う意向を明らかにした。彼はまた、バンドは6曲か7曲がほぼ完成しており、将来のリリースの準備ができていると述べた。

## ディスコグラフィー

### リジー・ボーデン時代
- ビジュアル・ライズ（1987年）アルバム
- ザ・メタルイヤーズ（1988年）ドキュメンタリー映画

### オジー・オズボーン時代
- WALK ON WATER 映画「BEAVIS AND BUTT-HEAD DO AMERICA」サウンドトラック（1996年）
- Ozzfest Live （1997年）

### ファーミコス時代
- FARMIKOS （2015年）デビューアルバム